# تراث شعبي روسي

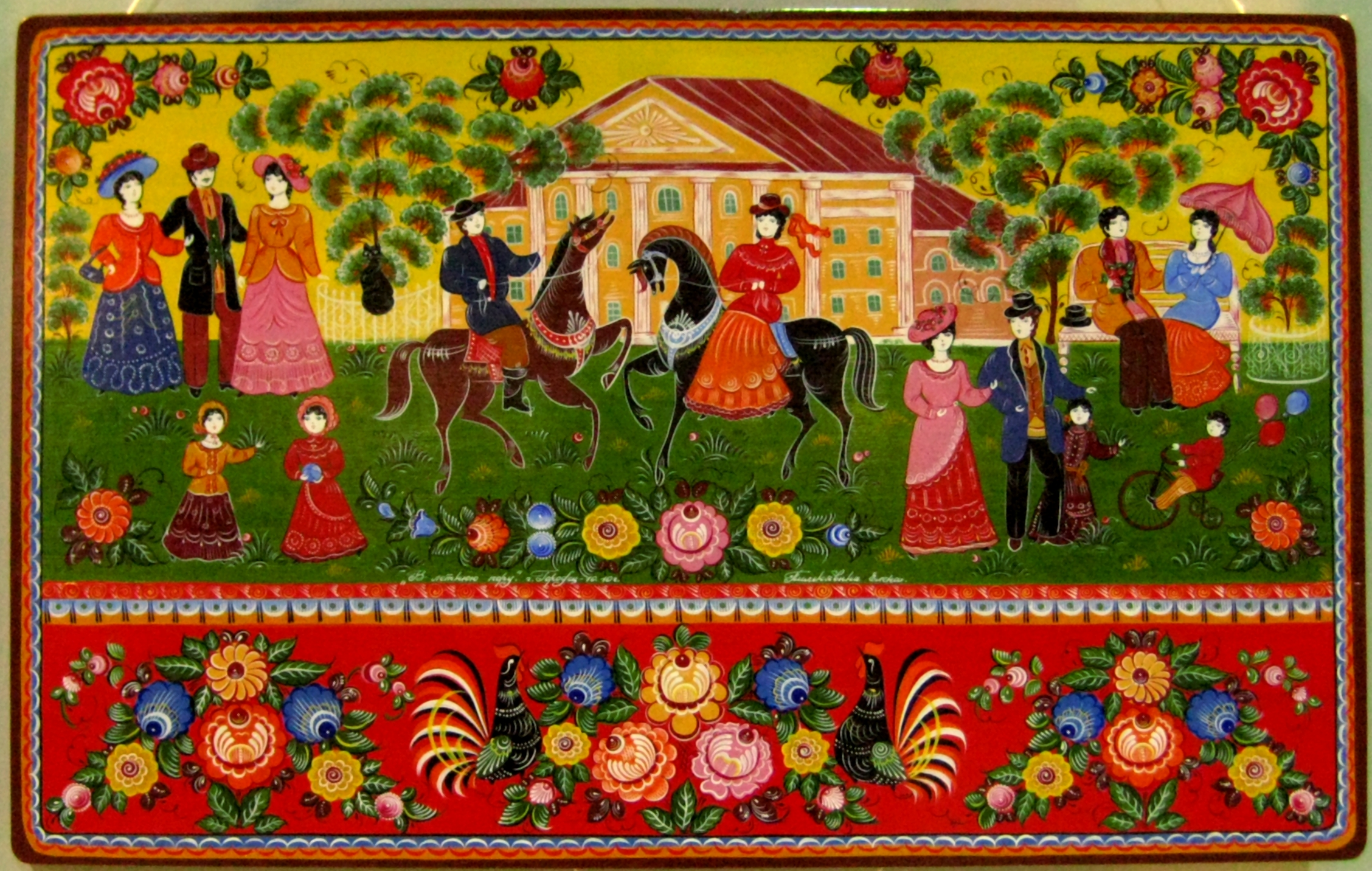

التراث الشعبي الروسي هو مجموعة الفنون القديمة والقصص والحكايات الشعبية التي كانت موجودة في روسيا القديمة. ونُقلت المعرفة المتعلقة بالفلكلور من جيل إلى جيل عن طريق الرواية الشفهية أو المكتوبة.

## التراث الشفهي الروسي

### اللغة الروسية
هي أكثر اللغات السلافية انتشاراً. وهي إحدى أكثر لغات العالم انتشاراً، حيث يتحدثها حوالي 301,000,000 شخص في العالم. ويتوزع الناطقون بالروسية في روسيا والمناطق المجاورة بها، كدول رابطة الدول المستقلة. وهي اللغة الرسمية في روسيا، وإحدى اللغات الرسمية في الأمم المتحدة.. وهي لغة غير رسمية ولكن تحدث على نطاق واسع في أوكرانيا ولاتفيا واستونيا وليتوانيا، وإلى حد أقل، في البلدان الأخرى التي كانت الجمهوريات المكونة لـ الاتحاد السوفيتي.
ومن جميع لغات روسيا الروسية هي اللغة الرسمية إلى جانب 27 لغة رسمية في مناطق مختلفة من روسيا. هناك أكثر من 100 لغة للأقليات مستخدمة في روسيا اليوم.

### الادب الروسي
الأدب الروسي يحتوي على عدد من الروائع التي تعتبر من أعظم الأعمال الأدبية العالمية، خاصة في مجالي الرواية والشعر، ويعكس هذا الأدب تأثرًا كبيرًا بالتطورات التاريخية التي طرأت على روسيا كاعتناق المسيحية والغزو التتاري. وظهرت أعظم الأعمال الشعرية والنثرية والمسرحية الروسية في القرن التاسع عشر الميلادي. كانت بدايات الأدب الروسي عام 9888م، وكان معظمه في تلك الفترة دينيا على شكل مواعظ وأناشيد وسير للقديسين. وقد كتب رجال الدين الجزء الأكبر من هذا الأدب، وكانوا أيضا قرّاءه. أما الأدب اللاديني فأهم عمل فيه هو التواريخ، إذ كانت عاصمة كل إمارة تحتفظ بسجل تؤرخ فيه الأحداث، وأهم أعمال تلك الفترة المبكرة القصيدة الملحمية النثرية أنشودة حملة إيغور، التي كتبها مؤلف مجهول في أواخر القرن الثاني عشر الميلادي.
وكان الأدب الروسي أقل عطاء في ظل حكم التتار، ولكن مع اكتساب موسكو السلطة بعد هزيمة التتار عام 1480م، وتوحد روسيا في ظل حكم أمير موسكو، الذي أصبح يدعى قيصر فيما بعد، ظهر ما يعرف بالأدب الموسكوفي الذي ركزّ على الموضوعات السياسية، وأبدى اهتماما كبيرًا بالأسلوب.
يفغيني اونيغين (بالروسية: Евгений Онегин) هي رواية شعرية من تأليف ألكسندر بوشكين، ونشرت ما بين 1825 و1832 بشكل اجزاء مسلسلة في المجلات وهي من كلاسيكيات الادب الروسي. المواضيع الرئيسية التي تتناولها الرواية هي العلاقة بين الخيال والحب والحياة والحقيقية.
قصص بيلكين أو حكايات الراحل إيفان بتروفش بيلكين (بالروسية: По́вести поко́йного Ива́на Петро́вича Бе́лкина) هي سلسلة قصص للكاتب الروسي ألكسندر سرغييفيتش بوشكين، تتكون من خمس قصص قصيرة تم نشرها بدون تحديد اسم المؤلف. يتكون الكتاب من مقدمة الناشر وخمس قصص هي:
1. إطلاق نار
2. العاصفة الثلجية
3. الحانوتي
4. ناظر المحطة
5. النبيلة القروية

## التراث اليدوي الروسي

### الدمية الروسية أو ماتريوشكا
هي عبارة عن دمية تتضمن داخلها عدة دمى أخرى بأحجام متناقصة، بحيث أن الأكبر تحوي الأصغر منها وهكذا. تعرف اللعبة  أيضا باسم بابوشكا.
تصنع الدمية عادة من الخشب مثل خشب الزيزفون أو خشب الصندل. ويختلف طرازها حسب الصانع، لكنها عادةً ما تمثل المرأة الروسية الريفية باللباس التقليدي سارافان Sarafan.
ترسم علي الدمية مناظر طبيعية من روسيا وشخصيات أسطورية إلى جانب أفراد العائلة، وبينهم الأم والأب والأطفال. وهناك دمى ماتريوشكا تتصف بالفكاهة والسخرية ترسم عليها شخصيات سياسية، مما يعد انحرافاً عن التقليد القديم الذي يقضي بأن تكون المرأة وليس الرجل أساساً للماتريوشكا الروسية.

### العمارة الروسية
العمارة الروسية تحافظ على التقاليد التي أرسيت جذورها في الدولة البيزنطية ومن ثم الدولة السلافية الشرقية (روس كييف) وبعد سقوط كييف استمر تاريخ العمارة الروسية في إمارتي فلاديمير – سوزدال ونوفغورود ومن ثم في الدول التي أعقبتها - دوقية موسكو والإمبراطورية الروسية والاتحاد السوفيتي وروسيا الاتحادية المعاصرة. عند اعتناق روس القديمة المسيحية كانت تعرف السباكة  والنحت على الخشب وسك النقود وكان الصاغة الروس انذاك معروفين في العالم. كان فن العمارة موجود أيضاً إلا أنه من الصعب الآن معرفة درجة تطوره في تلك المرحلة، لأنه لم يصلنا أي شيء يذكر من عصر ما قبل المسيحية: فمنها ما قضى عليها الزمن والجزء الأكبر منه دمره البشر. وهدم المسيحيون بحماس كل ما كان يذكر بتعدد الإله. وكان فن تشييد الأبنية المعمارية في عصر المسيحية الأول في روس القديمة يعتمد في البناءعلى الخشب. ويفسر هذا أولاً – بتقاليد البناء في فترة ما قبل المسيحية وثانياً – رخص ثمن هذه المواد وسهولة نقلها عبر الأنهر الكثيرة إلى المكان المطلوب. واستخدم الحجر أساساً في بناء الكاتدرائيات الكبيرة في المدن.

### المطبخ الروسي
المطبخ الروسي (بالروسية:Русская кухня) هو متنوع بشكل كبير بما أن روسيا أكبر دولة في العالم،  وتمتد على مساحات شاسعة وعلى مناطق مختلفة العادات والتقاليد. أصبح المطبخ الروسي مشهورا في العالم كله منذ وقت طويل. وبعد أن وصلت بعض المأكولات الروسية الأصيلة (الكافيار وأصناف السمك الأحمر والقشطة أو  «سميتانا» والحنطة السوداء ودقيق الجودار الخ) أو أشهر الاطباق الروسية («ستودين» و«شي» و«أوخا» و«بليني») إلى قوائم الطعام في المطاعم في جميع أنحاء العالم، إلى جانب تأثير فن الطبخ الروسي بصورة مباشرة وغير مباشرة، على مطابخ شعوب أخرى. وفي نهاية القرن التاسع عشر وبداية القرن العشرين بدأ المطبخ الروسي ينافس المطبخ الفرنسي الشهير من حيث تأثيره وشعبيته في أوروبا.
قطع المطبخ الروسي القديم دربا طويلا في تطوره، ليمر عبر عدة مراحل هامة. وبدأ يتطور بسرعة في القرن التاسع الميلادي ليبلغ أوجه في القرنين الخامس عشر والسادس عشر. وقد تشكلت خلال هذه المرحلة الملامح والخصائص الأساسية لفن الطهي الروسي. وشهدت بداية هذه المرحلة ظهور خبز الجودار وهو يعتبر حتى يومنا هذا جزءاًً لا يتجزأ من أية مأدبة في روسيا، إلى جانب شتى المأكولات المصنوعة من العجين والفطائر الروسية.  وفي الوقت نفسه ابتكر الروس مجموعة متنوعة من المشروبات منها الـ«كيسيل» الذي كان يصنع في البداية من حبوب الشوفان والقمح والجودار وبعد فترة بدأ الروس يستخدمون من مختلف أنواع الفواكه في إعداده. كما احتلت العصائد بشتى أنواعها حيزا هاما في قائمة الطعام الروسية بعد أن كان تناولها قبل ذلك يقتصر على الأفراح والمناسبات الدينية. كما كان طعام الروس القدماء يتألف من السمك وأنواع الفطر، لكن اللحم بقى طعاما نادرا على مائدتهم. وتزامنت بداية هذه المرحلة مع مجيء المسيحية إلى الأراضي الروسية، مما أدى إلى تقسيم جميع أنواع المأكولات إلى مجموعتين: أولاهما هي الأطباق في فتر الصوم (المنتجات النباتية والفطر والسمك) وثانيهما هي الأطباق الأخرى (المنتجات اللبنية والبيض واللحم). وتجدر الإشارة إلى أن عدد أيام الصوم في السنة لدى المسيحيين الأرثوذكس يتراوح ما بين 192 و2166 يوما، وهذا ما أدى إلى ظهور عدد كبير من الأطباق لفترة الصوم واستخدام كافة أنواع الخضر والفواكه والأعشاب والحبوب والتوابل والزيوت النباتية (زيت القنب والبندق والخشخاش والزيتون وعباد الشمس) وابتكار أساليب طبخها العديدة. وتجنب الطباخون والطباخات خلط مختلف أنواع الخضر واللحوم في طبق واحد باستثناء أصناف الحساء التي كانت متنوعة ومحببة لدى  الروس.
ويحب الروس تحضير شوربة الـ «شي» أو (شوربة الملفوف) حيث يستخدم فيها الملفوف الطازج دون طبخه سابقا. وهذه الشوربة لا تحتوي على اللحوم أو اية منتجات حيوانية، ولهذا ممكن تناولها في أيام الصوم عند المسيحيين. تعرف شوربة البورش في كل أنحاء روسيا، إلا أن تاريخها بدأ في أوكرانيا وبيلوروسيا وفي مناطق روسيا الجنوبية. وهذه الشوربة لا تزال حتى يومنا هذا مأكلا شعبيا محبوبا. وتعتبر شوربة البورش من بين أروع ما ابتكره المطبخ الروسي مع الفطائر على أنواعها.

## التراث الثقافي الروسي
للثقافة الروسية تاريخ طويل وتقاليد عريقة والذي تتفرع منه جوانب عديدة من الفنون، خاصةً عندما يتعلق الأمر بالأدب والفلسفة والموسيقى الكلاسيكية والبالية والهندسة العمرانية والرسم والسينما والرسوم المتحركة والتي جميعها لها تأثير كبير في ثقافة العالم، وللدولة أي ًضا أدوات ثقافية جميلة وتقليدية في التكنولوجيا.
لقد نمت الثقافة الروسية من شرق سولفاكيا مع إيماناتهم الوثنية وطرق عيشهم المختلفة في المناطق الغابية في شرق أوروبا. وتأثرت الثقافة الروسية في بدايتها بمجاورتها لقبائل الفينو الإغريق ونومادك وبالكيبتشاك والشعب الإيراني.
ففي بداية الألفية الأولى الميلادية أخذوا أيضًا مقاتلين الاسكندنافيين أو الفرنجة جزءً في تشكيل هوية روسيا وولاية كيفن روس. وصمدت روسيا كأكبر اورث قومية في العالم ونجحت في الوصول للأرث البيزنطي بعد سقوط القسطنطينة في عام 1453، وذلك باتخاذ فكرة روما الثالثة.
ومن جانب آخر من التاريخ فإن الدولة أيضًا تأثرت بشدة بثقافة شرق أوروبا. لقد شهدت الثقافة الروسية تطورًا كبيرًا في الشكل العام من الثقافة الأوروبية أكثر من تنفيذ طرقها الفريدة والخاصة وذلك
منذُ أن أعاد بيتر العظيم الهيكلة لمدة قرنين. لقد تغير الوضع في القرن العشرين وذلك عندما أصبحت الشيوعية عنصر أساسي في ثقافة الاتحاد السوفييتي حيث أن روسيا أو السفسر الروسي كانت الأكبر ومتولية الزمام.
يحتل التراث الثقافي الروسي في وقتنا الحالي المرتبة السابعة في قائمة العلامات التجارية الدولية وذلك وفقًا لمقابلات أجريت مع 20.000 شخص من الدول الغربية والشرق الأقصى بشكل أساسي. وعلى الرغم من انضمام روسيا الأخير نسبيًا في السياحة المحلية والعالمية الحديثة فهنالك العديد من جوانب الثقافة الروسية كالطرف والفنون الروسية بقوا إلى حدٍ كبير أمورًا يجهلها الأجانب.
- متحف الأرميتاج من أشهر المتاحف في العالم. يقع على نهر النيفا في مدينة سانت بطرسبورغ. ويحتوي على أكثر من 3 ملايين مجموعة فنية تظهر التطور الثقافي والفني في العالم من العصر الحجري إلى الآن. والمتحف مزود بتقنيات حديثة ومتطورة لتزويد المهتمين والزائرين بجميع المعلومات عن المتحف وكنوزه.
- غاليري تريتياكوف في موسكو (المتحف الوطني الروسي للفنون). يحتوي المتحف على رسوم وأعمال فنية روسية يقارب عددها المائة والثلاثين ألف لوحة. ويضم غاليري تريتيكوف لوحات لفنانين روس معاصرين. مثل اندريه روبليوف وكارافاك وفيشنياكوف ونيكيتين وأنتروبوف وليفيتسكي وغيرهم.أسس هذا المتحف في عام 1856.م من قبل تاجر روسي اسمه بافيل ترتيكوف.
- متحف فنون شعوب الشرق: أسس هذا المتحف عام 1918. حوالي 160 ألف قطعة ويضم مقتنياته من القطع والأعمال الفنية الفريدة، تتضمن هذه التحف الفنية لوحات وتماثيل ومخطوطات من الشرق الأوسط والشرق الأقصى مثل اليابان وكوريا وإيران وآسيا الوسطى.
- متحف الكرملين الروسي: يقع متحف الكرملين في وسط العاصمة الروسية موسكو. ويتميز ببنائه الفريد من نوعه، حيث تبرز جدرانه الضخمة وأبراجه الذهبية المقببة. أما قصوره القديمة فتقف شامخة على تلة باروفيتسكايا حيث نهر موسكو. تجتمع هذه الآثارلتشكل طرازا معماريا يشهد على رقي الفن المعماري الروسي. كما يوجد في داخل الكرملين العديد من المتاحف التي تحتوي على كنوز القياصرة الروس.
- متحف بوشكين للفنون: سمي بمتحف الإمبراطور ألكسي الثالث ومن ثم سمي في عام 1932 بالمتحف الوطني للفنون. وفي عام 1937 سمي بمتحف بوشكين تيمنا بالشاعر الروسي العظيم ألكسندر بوشكين.

## المجتمع الروسي

### الدين في روسيا
الدين في روسيا شهد تحول من الوثنية إلى المسيحية باعتنق الأمير فلاديمير الأول المسيحية وجعلها الدين الرسمي لكييف روس في عام 988. المسيحية الأرثوذكسية هي الديانة التقليدية والأكثر انشارا في روسيا في الوقت الحالي وتعتبر جزءا من «التراث التاريخي» الروسي حصب القانون الصادر عام 1997 الذي أعتبر أيضا كلا من الإسلام، البوذية واليهودية ديانات تقليدية في روسيا وجزءا من «التراث التاريخي» في روسيا. إذن الأرثوذكسية الروسية هي الديانة السائدة في البلد؛ حوالي 100 مليون مواطن روسي يعتبرون أنفسهم مسيحيين أرثوذكس.95% من الأبرشيات الأرثوذكسية المسجلة تنتمي إلى الكنيسة الروسية الأرثوذكسية في حين أن هناك عددا أقل من الكنائس الأرثوذكسية.

### القضايا الاجتماعية والأخلاقية والسياسية في روسيا
يعتبر حوالي 88% من الروس أن تعاطي المخدرات عمل غير أخلاقي، و84% يعتبر أن الدعارة عمل غير أخلاقي، ويعتبر حوالي 85% المثلية الجنسية، وحوالي 66% يعتبرالإجهاض عمل غير أخلاقي، ويعتبر حوالي 47% أن شرب الكحول عمل غير أخلاقي، في حين يعتبر حوالي 633% العلاقات الجنسية خارج إطار الزواج ممارسة غير أخلاقية، ويعتبر حوالي 16% الطلاق. ويؤيد 5% من الروس الأرثوذكس زواج المثليين.
يؤيد 72% من الروس الأرثوذكس تصريح أنَّ «روسيا ملتزمة في حماية المسيحيين الأرثوذكس خارج حدودها»، ويرى حوالي 69% من الروس الأرثوذكس أنَّ بطريركية موسكو هي أعلى سلطة دينية في العالم الأرثوذكسي، بالمقارنة مع 4% يرى أنََّ بطريركية القسطنطينية المسكونية هي أعلى سلطة دينيَّة. يرى حوالي 27% من الروس أن الأرثوذكسية هي عامل أساسي لكي تكون مواطن روسي حقيقي. ويتفق 699% من الروس الأرثوذكس مع تصريح «شعبي ليس كاملًا، لكن ثقافتنا متوفقة على الآخرين»